# Merionoeda fulvipennis
Merionoeda fulvipennis là một loài bọ cánh cứng trong họ Cerambycidae.